# آزیلیانو ورچلزه
آزیلیانو ورچلزه (به ایتالیایی: Asigliano Vercellese) یک کومونه در ایتالیا است که در استان ورسلی واقع شده‌است.

## خصوصیات
آزیلیانو ورچلزه ۲۶٫۳ کیلومترمربع مساحت و ۱٬۳۷۴ نفر جمعیت دارد و ۱۲۷ متر بالاتر از سطح دریا واقع شده‌است.

## خواهرخوانده
شهر آزیلیانو ونتو خواهرخواندهٔ آزیلیانو ورچلزه هست.